# План Геддеса

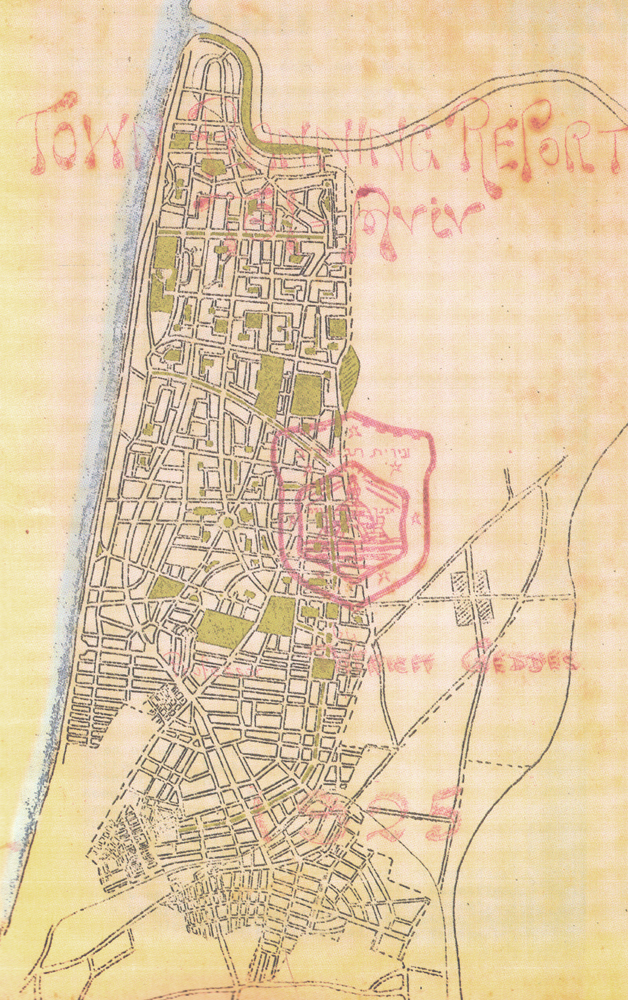
План Геддеса (1925), первый генеральный план Тель-Авива

План Геддеса — первый генплан города Тель-Авив (Израиль), разработанный в 1925—1929 годах шотландским градостроителем сэром Патриком Геддесом, по которому были построены нынешние центр и «старый север» города. Одобренный и начавший выполняться в 1932 году, план создал физическую базу для развития города, а также для его расширения на восток в 1940-е и 1950-е годы.
По естественным причинам план Геддеса предусматривал развитие города на север (к югу от Тель-Авива располагался арабский город Яффа): от железной дороги Яффа—Иерусалим до реки Яркон. Восточной границей плана стала улица Ибн-Габироля, западной — Средиземное море. Продольные улицы (с севера на юг) предназначались для торговли, а поперечные бульвары и улицы в жаркие дни обдувались морским бризом. План также предполагал множество общественных парков, вплетенных в текстуру города.
Сэр Патрик Геддес служил градостроителем во многих британских колониях, его план был частью усилий британских властей по развитию подмандатной Палестины. Тель-Авив стал одним из немногих городов, где у Геддеса получилось реализовать принципы города-сада. Единая городская структура (самая большая по площади среди израильских городов), называемая «Белым городом», вошла в список объектов мирового наследия ЮНЕСКО.

## История

### Развитие Тель-Авива до 1920 года
Начиная с конца XIX-го века были основаны несколько еврейских кварталов-спутников города Яффо, например Неве-Цедек и Керем Ха-Тейманим. Ахузат Баит, который был заложен в 1909 году, фактически был первый квартал, который должен был стать еврейским городом, и был первым «городским центром», вокруг которого начали возникать новые кварталы, ставшие со временем Тель-Авивом. На территории современного Тель-Авива-Яффо были ещё несколько арабских деревень (Сумейль, Маншия и Шейх Мунис) рядом с еврейскими кварталами и колонией темплеров Шарона, следы которой все ещё есть в современном городе.
Уже в 1920 году ускоренный рост города из-за волн эмиграции начал беспокоить городское управление. Гистадрут хаЦионит (профсоюз) обратилась в 1920 году к Рихарду Кауфманну, чтобы он высказал своё мнение о дальнейшем развитии города, и чтобы он составил генеральный план для района к северу от улицы Алленби до улицы Иегуда гаЛеви, поворачивающей к северу на востоке. План Кауфманна брал в расчет оси север-юг, пересекающиеся поперечными осями, обращенными к морю, которые были реализованы позднее в более подробном плане Геддеса. В 1925 году мэр города Меир Дизенгоф пригласил с рекомендации британских властей в Израиль градостроителя Патрика Геддеса, для составления первого генерального плана развивающегося города и всех районов к северу от существующего города. В этом же году Геддес подготовил полный обзор, в котором был задокументировано состояние города на тот момент и экономическо-социо-демографические тенденции развития. Город на тот момент насчитывал менее 30,000 жителей. План требовал найти решения для расселения 100,000 населения.
Быстрый рост Тель-Авива в сочетании с хаотичной застройкой приводили к разнообразным проблемам. В итоге городские власти решили подготовить генеральный план города, включавший в себя большие территории (некоторые из которых городу ещё не принадлежали) к северу от существующих районов. Муниципалитет обратился за помощью к Всемирной сионистской организации, которая порекомендовала услуги шотландского градостроителя Патрика Геддеса. Тот вместе с архитектором Рихардом Кауфманном подготовил в 1926 году генеральный план, воплощавший идеал «города-сада».

## План
План Геддеса касался части города, простирающейся до Яркона на севере, сегодняшней улицы Ибн-Гвироля на востоке, ул. Бограшов на юго-востоке и Мапу на юго-западе. Его основными чертами были четырёхуровневая иерархия улиц и переулуков, образующая жилые блоки (жилые ячейки, окружающие свободное зелёное внутреннее пространство); маломасштабное жильё; открытые участки в центре каждого блока и концентрация общественно-культурных объектов в зоне нынешних площадей Габима и Дизенгоф. Главной рекреационной зоной города должен был стать пляжный променад по всей длине побережья.
По плану главные улицы должны были быть проложены в направлении север-юг (параллельно побережью), их пересекают более узкие перепендикулярные улицы и бульвары, засаженные деревьями. Многие улицы продолжали существующие или были проложены на месте старых дорог. Дома, по замыслу Геддеса, должны были быть двухэтажные, в центре блоков он оставил открытые участки, предназначенные для встречи соседей, садоводства, игровых площадок или теннисных кортов. Туда от улиц ведут аллеи, чьё ограждение должно было «вскоре заплестись розами и виноградом». Геддес, кроме следования идеалам города-сада, принося сады и огороды в город, также аппелировал к идеям сионизма, который критически смотрел на города, видя в них воплощение диаспоры и отрицательных явлений современной жизни, и положительно — на сельские поселения.

### Система новых улиц
План задал несколько главных улиц, которые образовали городской скелет, который соединялся с Ахузат Баит и уже существующими кварталами. Сеть новых улиц, в отличие от существующих, включала в себя несколько продольных улиц по линии север-юг и поперечные улицы по линии восток-запад, которые все доходят до моря.
Основные продольные улицы, север-юг — улицы Ха-Яркон, Бен-Йехуда, Дизенгоф, Рейнес и Соколов, Шломо гаМелех, бульвар ХеН и частично улица Мелех Джордж.
Основные продольные улицы, от моря на восток — Аленби, самая северная часть которой изламывается к морю на площади Муграби, улица Буграшов — бульвар Бен Цион, улицы Фришман, Гордон, бульвар КаКаЛь (которые позже стали бульваром Бен-Гурион), улица Арлозоров, ул. Кибуц Галуйот, ул. Базель и бульвар Нордау.
Продольные улицы должны были служить как торговые улицы, а поперечные — как зеленые бульвары, или только жилые, и соединять всю городскую текстуру с берегом моря. На самом деле, только улицы Дизенгоф, Бен Игуда и Ха-Яркон — торговые улицы, а на поперечных улицах действительно высажены деревья вдоль бульваров, но только часть из них называется бульваром.

### Блок города по Геддесу

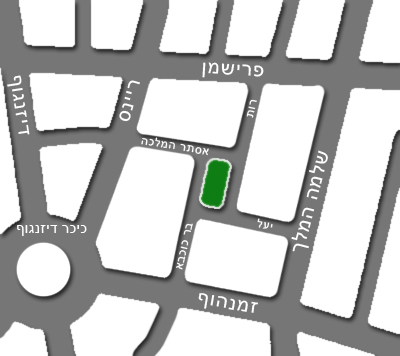
Пример типичного блока Геддеса

Между сеткой новых улиц были запроектированы десятки городских блоков, имеющие общие черты, с целью создать единство места и непрерывность городской структуры. Типичный «Блок Геддеса» — это идеал, который был реализован в каждом из запроектированных блоков каждый раз немного по-разному, в зависимости от условий места, осей ближайших дорог и других соображений. Целью Геддеса была создание миниобщин из городского населения внутри жилых блоков, с помощью функционирования городского блока как немной интимной единицы, и при этом обслуживающая главные дороги города.
Идеальный блок был построен как квадрат со стороной в 200 метров, зажатый между 4 главными улицами, тянущихся от блока и являющихся частью большой сети улиц. Продольные улицы, север-юг, были спроектированы как торговые улицы, а поперечные как зеленые бульвары, доходящие до моря и позволяющие движение воздуха в город. Торговые улицы сочетали торговлю на нижнем этаже и строительство 3-4 жилых этажей над ним. Сам блок делился на четыре части четырьмя переулками по букве Т. Сегодня эти проулки чаще всего односторонние для движения транспорта. На территории между этими улочками строится общественный сквер, или другое общественное здание: школа, детский сад или поликлиника. В центре некоторых блоках были построены дополнительные жилые дома.
Разные вариации были сделаны на базе идеального блока, и фактически очень мало блоков было построено в точности как идеальный. В некоторых есть только три переулка, или в некоторых блоках переулок идет насквозь, но базисная идея блока сохраняется, и придает однородность городской структуре.

### Участок застройки
В попытке создать оптимальную плотность жилой застройки, Геддес задал линии застройки на участках по следующим принципам: площадь типичного участка около 500 м²., и в его центре стоит здание, окруженное растительностью. Линии застройки проходили в 4 метрах от края участка позади здания, в 4 метрах с фасада до края тротуара и 3 метра по краям участка, что обеспечивало расстояние в 6 метров между домами. Незастроенная часть участка предназначалась для посадки растительности, разбития палисадника, выращивания декоративных и фруктовых деревьев.
Результатом такого проектирования стала постройка зданий до четырёх этажей, чаще всего включающих две квартиры на этаж. В первое время пространства между домами действительно служили как скверы, но с годами их использование уменьшалось, и они были огорожены, или превратились в парковки. С другой стороны, здания в «старом севере» города и в его центре, построенные по похожим принципам, сохраняют оригинальный вид.

## Белый город
Центр Белого города в Тель-Авиве, официально признанного как объект всемирного наследия ЮНЕСКО, находится на территории, застраивавшейся по плану Геддеса, и в нём сконцентрирована бо́льшая часть из 4000 зданий, входящих в этот комплекс. Несмотря на то, что многие дома в интернациональном стиле, характерном для Белого города, находятся в районе старого центра Тель-Авива, на юге города (районы Неве-Цедек и Флорентин) и в других районах, урбанистический подход плана Геддеса хорошо соответствовал стилистике течения модерна и создал уникальный городской стиль. Это стало одним из факторов в причислении Белого города к объектам всемирного наследия ЮНЕСКО.
Тель-Авив является городом, наиболее полно воплотившим в жизнь планы Геддеса, при этом, в план были внесены и многочисленные изменения. Основная сетка улиц следовала плану, но начавшаяся вскоре массовая иммиграция потребовала внести в него коррективы, например, вместо предполагаемых двухэтажных стали строить трёх- и четырёхэтажные дома. Кроме того, когда из Европы приехали архитекторы международного стиля, многие критиковали план. Когда в 1929 городским инженером стал Яков Бен-Сира, он переработал план Геддеса для соответствия изменившейся ситуации и подготовил расширение города на север.

### На иврите
- תל אביב ואתריה (иврит) / גדעון ביגר ואלי שילר. — ירושלים: אריאל, 1987.
- ‏מדריך ישראל החדש: אנציקלופדיה, מסלולי טיול‏‎ (иврит) / יואב רגב. — 2001. — Т. 9: מישור החוף הדרומי, פלשת. — С. 195—224. — ISBN 965-07-0874.
- יעקב שביט וגדעון ביגר[ивр.]. ההיסטוריה של תל־ אביב (иврит). — תל־ אביב: הוצאת רמות, אוניברסיטת תל־ אביב, 2001. — Vol. משכונות לעיר (1909-1936).
- חיים פיירברג, יעקב שביט וגדעון ביגר. ההיסטוריה של תל־ אביב (иврит). — תל־ אביב: הוצאת רמות, אוניברסיטת תל־ אביב, 2007. — Vol. מעיר-מדינה לעיר במדינה (1936-1952). — ISBN 978-965-274-436-4.
- יעקב שביט וגדעון ביגר. ההיסטוריה של תל־ אביב (иврит). — תל־ אביב: הוצאת רמות, אוניברסיטת תל־ אביב, 2013. — Vol. עיר מתחדשת (1952-1973). — ISBN 978-965-472-274-436-4.
- יעקב שביט וגדעון ביגר. ההיסטוריה של תל־ אביב (иврит). — תל־ אביב: הוצאת רמות, אוניברסיטת תל־ אביב, 2002. — Vol. עיר מטרופולין (1974-1993). — ISBN 965-274-360-7.

### На английском
- LeVine Mark[англ.]. Overthrowing geography: Jaffa, Tel Aviv, and the struggle for Palestine, 1880-1948 (англ.). — University of California Press, 2005. — ISBN 0-520-23994-6.
- Barbara Mann. A place in history: modernism, Tel Aviv, and the creation of Jewish urban space (иврит). — Stanford, California: Stanford University Press, 2006. — ISBN 0-8047-5018-1.
- Tel-Aviv, the First Century: Visions, Designs, Actualities (англ.) / Azaryahu M, Troen SI, editors. — Bloomington: Indiana University Press, 2012. — ISBN 978-0-253-35694-9.
- Rotbard S[англ.]. White city, black city: Architecture and war in Tel Aviv and Jaffa (англ.). — London: Pluto Press, 2015.